# Eunicea
Eunicea är ett släkte av koralldjur. Eunicea ingår i familjen Plexauridae.

## Bildgalleri

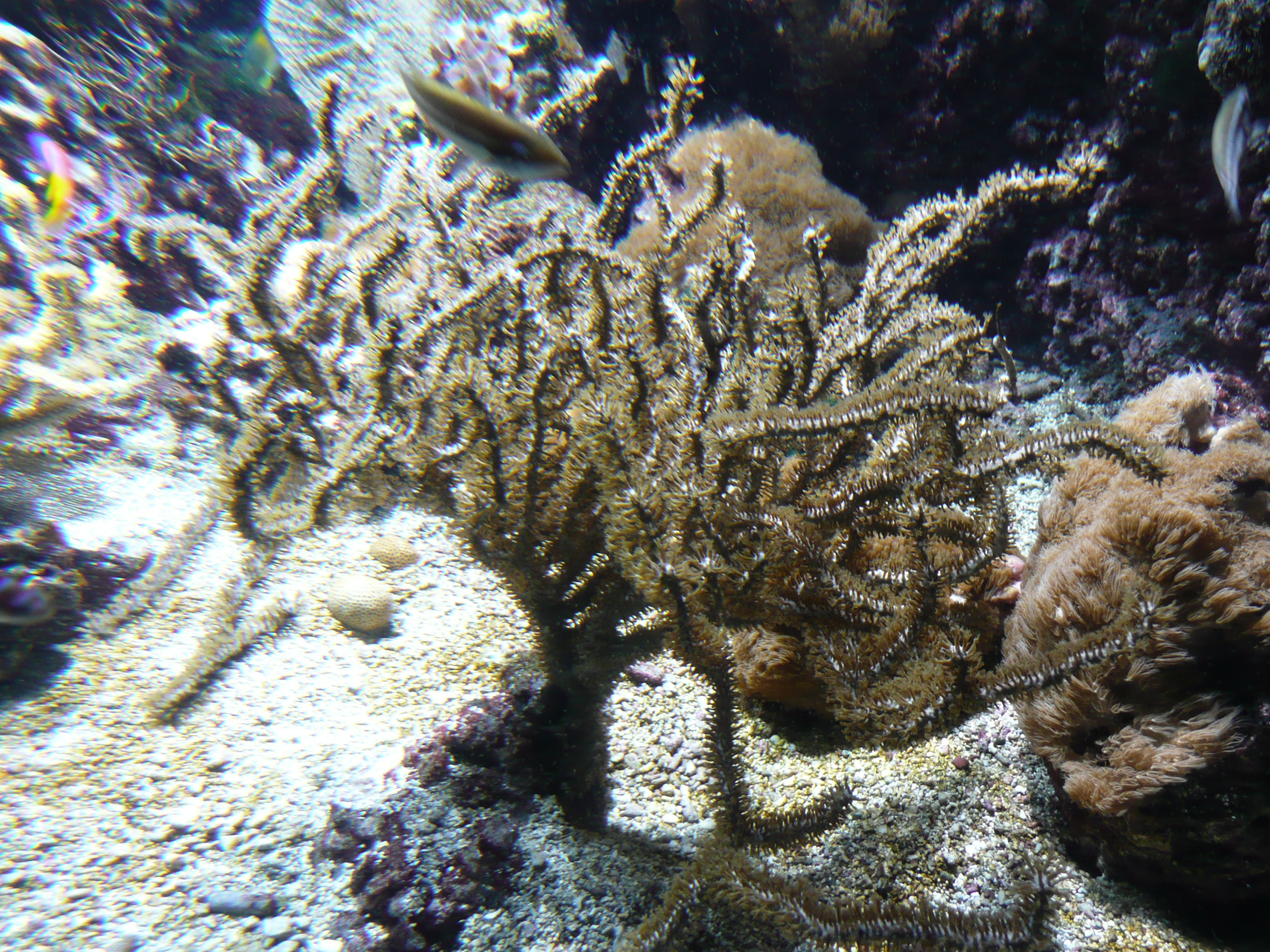
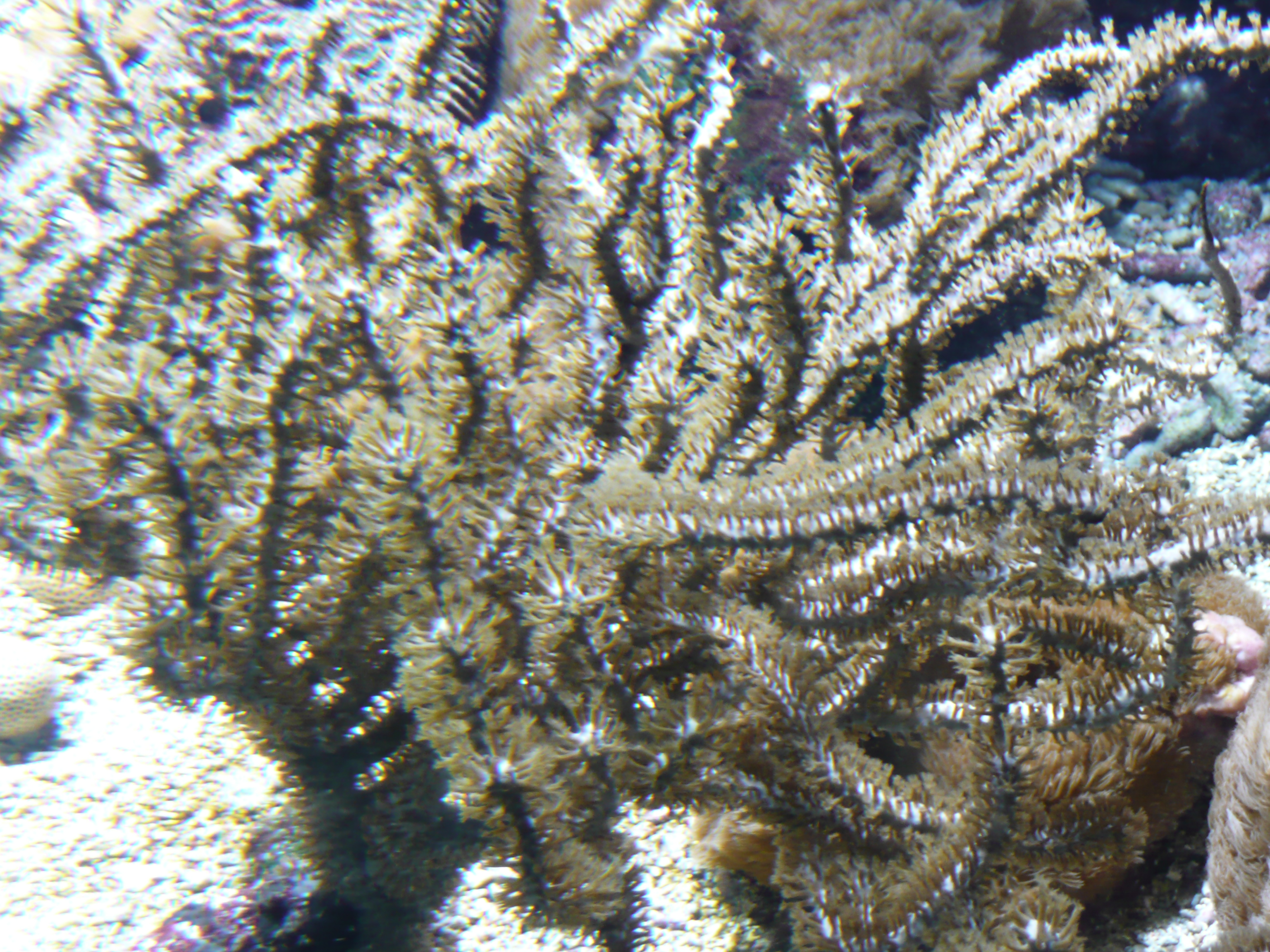

## Dottertaxa tillEunicea, i alfabetisk ordning[1]
- Eunicea aspera
- Eunicea asperula
- Eunicea calyculata
- Eunicea castelnaudi
- Eunicea citrina
- Eunicea clavigera
- Eunicea distans
- Eunicea echinata
- Eunicea esperi
- Eunicea fusca
- Eunicea gracilis
- Eunicea heteropora
- Eunicea hicksoni
- Eunicea hirta
- Eunicea humilis
- Eunicea inexpectata
- Eunicea knighti
- Eunicea laciniata
- Eunicea laxispica
- Eunicea lugubris
- Eunicea madrepora
- Eunicea mammosa
- Eunicea multicauda
- Eunicea pallida
- Eunicea palmeri
- Eunicea pinta
- Eunicea sayoti
- Eunicea sparsiflora
- Eunicea stromyeri
- Eunicea succinea
- Eunicea tourneforti